# Acton Park
Acton Park är en förort till i Hobart i Australien. Den ligger i kommunen Clarence och delstaten Tasmanien, omkring 13 kilometer öster om centrala Hobart.